# Otto Liebmann
Pour les articles homonymes, voir Liebmann.
Otto Liebmann, en fait Friedrich Ernst Otto Liebmann, (né le 25 février 1840 à Löwenberg-en-Silésie, province de Silésie et mort le 14 janvier 1912 à Iéna) est un philosophe prussien.

## Biographie
Otto est le fils de l'homme politique Wilhelm Otto Liebmann (de) et de son épouse Bertha Rosalie Wach (1817-1848). Il étudie à l'école de Berlin, l'école régionale de Pforta et l'école de Halle-sur-Saale. Il termine ses études à partir de 1859 à l'Université d'Iéna, à l'Université de Leipzig et à l'Université de Halle-Wittenberg. Au cours de ses études, il devient membre de la Burschenschaft Teutonia Jena en 1859. En 1864, il obtient son doctorat en philosophie à Halle avec le traité De Philosophandi Methodo Commentatio Germanice et Latine conscripta et termine son habilitation en 1866 à l'Université de Tübingen. En 1870/71, il participe comme volontaire à la guerre franco-prussienne. Il reçoit la médaille commémorative de guerre pour ses activités militaires et écrit sur ses expériences de l'époque. De retour à la vie civile, il est professeur associé à partir de 1872 et devient professeur ordinaire de philosophie à l'Université Empereur-Guillaume de Strasbourg en 1878. Au cours du semestre d'hiver 1882/83, il s'installe à l'Université d'Iéna au même titre et y devient directeur du séminaire philosophique privé. À Iéna, il est recteur de la Salana (de) au semestre d'hiver 1889, est nommé conseiller du tribunal secret de Saxe-Weimar-Eisenach et écrit de nombreux articles dans l'Allgemeine Deutsche Biographie. Il est également commandant de l'Ordre ducal de Saxe du Faucon blanc et chevalier de première classe de l'Ordre ducal de Saxe de la Maison Ernestienne.
Liebmann est l'un des fondateurs du néo-kantisme. Dans Kant und die Epigonen, il défend la philosophie de Kant contre ses successeurs ; Il examine notamment de manière critique Johann Gottlieb Fichte, Friedrich Wilhelm Joseph Schelling, Georg Wilhelm Friedrich Hegel, Jakob Friedrich Fries, Johann Friedrich Herbart et Arthur Schopenhauer.
Le mathématicien Heinrich Liebmann (de) est issu de son mariage avec Julie Christine Neumann (née le 4 septembre 1842 à Munich et morte le 18 décembre 1920 à Iéna), fille de l'orientaliste Karl Friedrich Neumann (de), à Munich en 1871, et la fille Hedwig Liebmann (1872–1941), mariée à l'orientaliste Karl Vollers (de). Liebmann est enterré au cimetière du Nord d'Iéna.

## Œuvres (sélection)
- Kant und die Epigonen Canstadt 1865; Berlin 1912; Erlangen 1991
- Über den individuellen Beweis für die Freiheit des Willen Stuttgart 1866
- Über den objektiven Anblick Wiesbaden 1869
- Vier Monate vor Paris 1870–1871. Belagerungstagebuch eines Campagnen-Freiwilligen im K. Pr Garde-Füsilier-Regiment. Stuttgart 1871; Munich 1896
- Zur Analysis der Wirklichkeit Strassburg 1876, Strassburg 1880 (Online); Straßburg 1900; Straßburg 1911;
- Gedanken und Tatsachen. Strasbourg 1882–1904, 2. Vol. (1. Vol. Online;) u.ö.
- Über philosophische Tradition. Strasbourg 1883
- Die Klimax der Theorien. Straßburg 1884; Straßburg 1914; Hildesheim 2001
- Psychologische Aphorismen. Leipzig 1892
- Weltwanderung. Stuttgart 1899 (Gedichte)
- Immanuel Kant Strasbourg 1904; Prague 1944
- In Schillers Garten. Berlin 1905